# Heinz Hostnig
Heinz Hostnig (* 1924; † 1996) war ein deutscher Hörspielregisseur. Ab den 1960er-Jahren war er als Hörspielregisseur tätig. Er war an mehr als 170 Produktionen beteiligt. Mehrfach wurde Heinz Hostnig für seine Hörspiele mit nationalen und internationalen Hörspielpreisen ausgezeichnet, u. a. mit dem Karl-Sczuka-Preis 1976, dem Hörspielpreis der Kriegsblinden 1970, 1971, 1988, und als Hörspiel des Monats September 1990.

## Hörspiele (Auswahl)
- 1953: Friedrich Wallisch: Herr Jagenbrein hat Glück (ORF Vorarlberg)
- 1962: Henry de Montherlant: Der Kardinal von Spanien
- 1962: Albert Bosper: Frachtgut
- 1967: Wolfgang Weyrauch: Ich bin einer, ich bin keiner
- 1969: Wolf Wondratschek: Paul oder die Zerstörung eines Hörbeispiels
- 1970: Helmut Heißenbüttel: Zwei oder drei Porträts
- 1970: Ilse Aichinger: Auckland
- 1973: Ror Wolf: Die überzeugenden Vorteile des Abends
- 1976: Peter O. Chotjewitz: Phantom-Bild oder Unerwarteter Auftritt des Dichters H. C. Artmann aus einer Kiste mit Büchern von H. C. Artmann
- 1976: Ror Wolf: Reise in die Luft in 67 Minuten und 15 Sekunden
- 1984: Barbara Bronnen: Marmorengel
- 1984: Franco Ruffini: Variando
- 1986: Ror Wolf: Leben und Tod des Kornettisten Bix Beiderbecke aus Nord-Amerika
- 1987: Ginka Steinwachs: Die vier Halluzinierer oder Ein Hörstück Leben
- 1989: Astrid Litfaß: Einer nimmt seinen Hut.
- 1990: Julio Ramón Ribeyro: Sonnabend im heißen Zirkus
- 1990: Ingomar von Kieseritzky: Große Augenblicke oder Obskur ist alles oder nichts
- 1995: Ginka Steinwachs: G.S. Genius oder Die Begründung des Minimalismus aus der Elephantiasis